# Гордеев, Пётр Геннадьевич
Пётр Геннадьевич Гордеев (25 февраля 1946, Йошкар-Ола — 13 сентября 2005, Йошкар-Ола) — советский футболист, нападающий, тренер. Мастер спорта СССР (1967).
Окончил среднюю школу № 12 Йошкар-Олы (1963), МПИ им. Горького по специальности «Технология металлов и металлорежущие станки» (1971). Футболом начал заниматься в 1962 году. Всю карьеру провёл в команде «Спартак» / «Дружба» Йошкар-Ола. В 1964—1975 в третьем (1964—1967, 1970—1975) и втором (1968—1969) эшелоне первенства СССР провёл более трёхсот матчей, забил около 70 голов. Работал в «Дружбе» тренером (1976—1981), старшим тренером (1982—1983).
С 1984 года стал работать в автотранспортном хозяйстве, заместитель директора йошкар-олинского ПАТП-1, с 2005 года — директор.
Лауреат профессиональной премии федерации футбола Марий Эл в номинации «Легенда» (2001). В 2003 году была учреждена Марийская профессиональная премия «Гордей».